# Jhva Elohim Meth
Jhva Elohim Meth è il primo demo del gruppo musicale svedese Katatonia, pubblicato nel 1992.

## Descrizione
Il disco si compone di cinque brani, tra cui un'introduzione e un epilogo. Di questi il solo brano Without God è stato in seguito rilavorato e inserito nell'album di debutto Dance of December Souls, uscito nello stesso anno. Dal punto di vista musicale, il demo presenta i canoni classici del death doom metal, con un cantato prevalentemente growl di ispirazione black metal da parte di Jonas Renkse e riff distorti di chitarra accompagnati da vari passaggi di chitarra acustica e tastiere.

## Promozione
Il demo fu stampato in tiratura limitata a 500 copie: 300 blu (di 50 accompagnate da fotografie e testi), 100 trasparenti e 100 rosse. Nel 1993 l'etichetta olandese VIC Records ripubblicò il materiale sotto forma di EP e reintitolandolo Jhva Elohim Meth... The Revival. Il 15 novembre 2019 la Peaceville Records distribuì l'edizione in vinile mantenendo il titolo originario.

## Tracce
Testi di Lord Seth, musiche di Sombreus Blackheim.
1. Prologue: Midwinter Gates – 0:41
2. Without God – 6:50
3. Palace of Frost – 3:37
4. The Northern Silence – 3:58
5. Epilogue: Crimson Tears – 1:50

## Formazione
Hanno partecipato alle registrazioni, secondo le note di copertina:
Gruppo
- Sombreus Blackheim – chitarra elettrica e acustica, basso
- Lord Seth – batteria, voce

Altri musicisti
- Dan Swanö – tastiera, voce, strumentazione (traccia 5)

Altri musicisti
- Dan Swanö – produzione, missaggio